# Draža vas
Draža vas este o localitate din comuna Slovenske Konjice, Slovenia, cu o populație de 487 de locuitori.